# Klostergarten (Werefkin)
Klostergarten ist der Titel eines Gemäldes, das die russische Künstlerin Marianne von Werefkin um 1926 malte. Das Werk gehört zum Bestand einer Privatsammlung.

## Technik, Maße und Rückseitenbeschriftung
Bei der Darstellung handelt es sich um eine Gouache und Farbstifte auf Papier, 33,7 × 25 cm im Hochformat. Der Aufkleber auf der Rückseite lautet: „Marianne v. Werefkin, Klostergarten. Besitzer Consul A. Brockmann, Hamburg“.

## Ikonografie
Dargestellt ist eine Begebenheit, die Werefkin zwischen dem 27. und 31. Dezember 1925 im Frauenkloster von San Damiano in Italien beobachtete. Innerhalb dessen hohen Mauern existiert ein kleiner bunter Blumengarten, der von einem niedrigen, rundbogigen Zaun geschützt wird. In seiner Mitte steht der Stamm eines abgestorbenen Baumes. An seiner linken Seite erkennt man den Rest eines ehemaligen Astes, nach rechts hat sich ein blattloser Ast mit verschiedenen Abzweigungen erhalten. Farbige Blumen bilden einen bedeutungsvollen Kontrast zu dem schwarzen Baum mit seinem toten Geäst.
Dahinter an der Wand der Klostermauer sieht man auf dem Bild die Fiktion eines ungewöhnlichen Christus. Er ist ohne den Berg Golgota und ohne Kreuz dargestellt. Auch fehlen Begleitfiguren, z. B.: Maria und der Apostel Johannes oder die ebenfalls Gekreuzigten Stephaton und Longinus. Christus ist nicht, wie bei Kruzifixen üblich, mit dem auf die Brust gefallenen Kopf dargestellt, so dass ihm die Haare über die rechte Gesichtshälfte fallen. Er trägt das Haupt aufrecht, wie schon in Werefkins Gemälde „Kreuz in Landschaft“. Die Augen sind geschlossen, das lange schwarze Haar fällt ihm von einem Mittelscheitel getrennt zu beiden Seiten des Kopfes gleichermaßen herunter und hebt sich gegen den hellgrauen Backen- und Kinnbart ab.
Wie immer, trägt auch dieser Christus eine Dornenkrone, deren einzelne Dornen mit roter Farbe bedeutungsvoll kenntlich gemacht wurden. Ein langer roter Umhang, der am Schlüsselbein durch ein Band gehalten wird, bedeckt seine Schultern und reicht bis zu den Füßen. Ein merkwürdiges, relativ breites und langes Tuch in changierenden Grautönen führt von der rechten Brust Christi nach rechts unten und verliert sich in den ebenfalls changierenden blauen Farben der Wand. Diese Textilie bedeckt die Wunde, die Christus von Longinus mit der Heiligen Lanze zugefügt wurde. Der Lendenschurz von Christus ist von rotbrauner Farbe ohne die üblichen Knoten. Am linken oberen Bildrand gibt eine große Lücke in den hohen Mauern des Klosters den Blick auf ein noch höher gelegenes Gelände frei, auf dem dicht gedrängt Reihenhäuser stehen.
Scheinbar unbeeindruckt von der Darstellung an der Wand geht eine Nonne der Dominikanerinnen an der Szene vorbei in den Klosterhof hinein. Die Klosterpforte hat sie offen stehen gelassen. Die Ordensschwester trägt einen weißen Habit mit weißem Skapulier, wie Ordensfrauen, die mit feierlichem Profess gewöhnlich einen schwarzen Schleier tragen.

## Das Jubeljahr 1925
Werefkin hatte geplant 1914 vor dem Ersten Weltkrieg zusammen mit Jawlensky nach Italien zu fahren, um dessen Kunstschätze endlich im Original kennenzulernen. Erst 1925, als sie in Ascona am Lago Maggiore in der Schweiz im Kanton Tessin im Exil lebte, erfüllte sich ihr lang gehegter Wunsch. Damals, 1925, hatte Papst Pius XI. das Jubeljahr, wie alle 25 Jahre in der Neuzeit, ausgerufen und die Heilige Pforte des Petersdoms öffnen lassen. „Pilgerkarten“, mit denen man in jenem Jahr in ganz Italien zu ermäßigten Preisen mit der Eisenbahn fahren- und in billigen Quartieren übernachten konnte, ermöglichten auch armen Menschen eine Pilgerfahrt nach Rom.

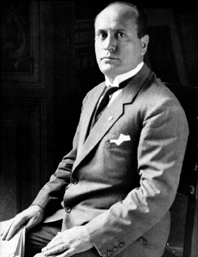
Benito Mussolini, um 1925

Werefkin beabsichtigte die Gelegenheit nutzen. Als Emigrantin mit einem Nansen-Pass konnte sie jedoch zunächst nicht aus der Schweiz ins Ausland fahren. Couragiert schrieb sie an Benito Mussolini und bat ihn um Erlaubnis nach Italien reisen zu dürfen, worauf sie die gewünschten Papiere erhielt. In Begleitung ihres Freundes Santo trat Werefkin darauf die Italienreise an. Ihre Stationen waren u. a. Rom, Neapel, Pompei, Ischia, Orvieto, Siena, Perugia und Assisi. Über ihre Eindrücke führte sie Tagebuch. Als „Briefe“ wurden sie noch 1925 in der Neuen Zürcher Zeitung abgedruckt. Unterwegs machte sie „links und rechts“ von ihrem Reiseweg Skizzen, von denen sie später etliche in kleineren und größeren Gemälden weiterverarbeitete.

## Vision vom himmlischen Bräutigam

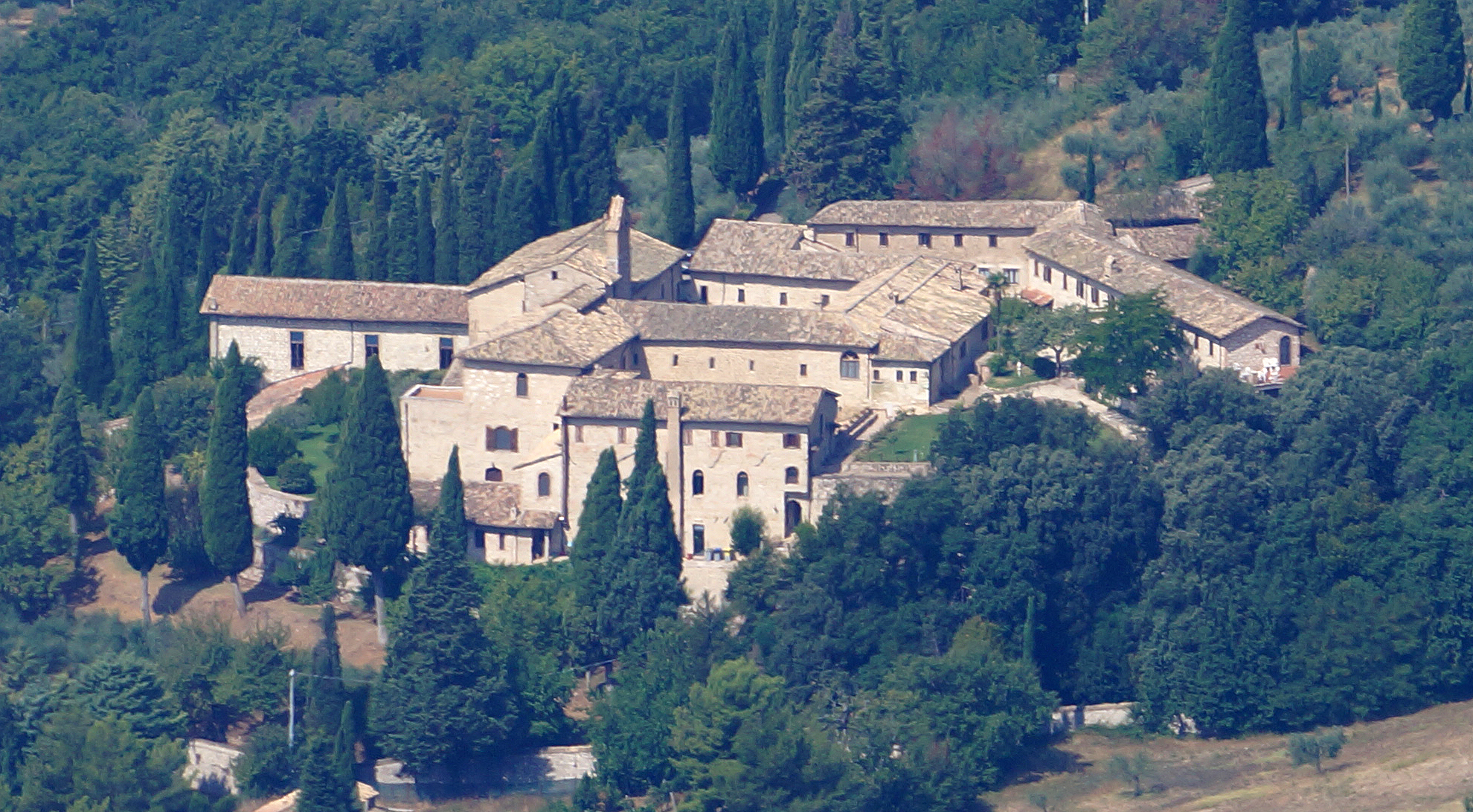
San Damiano (Blick vom Sasso Piano)

Das Bild Klostergarten bezieht sich auf Beobachtungen in Assisi, im Garten des Frauenklosters von San Damiano, dessen erste Äbtissin die Hl. Klara, Begründerin des Franziskanerinnenordens, war. Werefkin begegnete dort knapp 2 km südöstlich vom lärmenden Stadtzentrum Assisis, an jenem „Ort der Ruhe“, als der er heute noch gepriesen wird, einer Nonne, die nach Vorstellung der Werefkin die Vision Christus als ihren „himmlischen Bräutigam“ vor Augen hat.

## Assisi glich einer Karawanserei

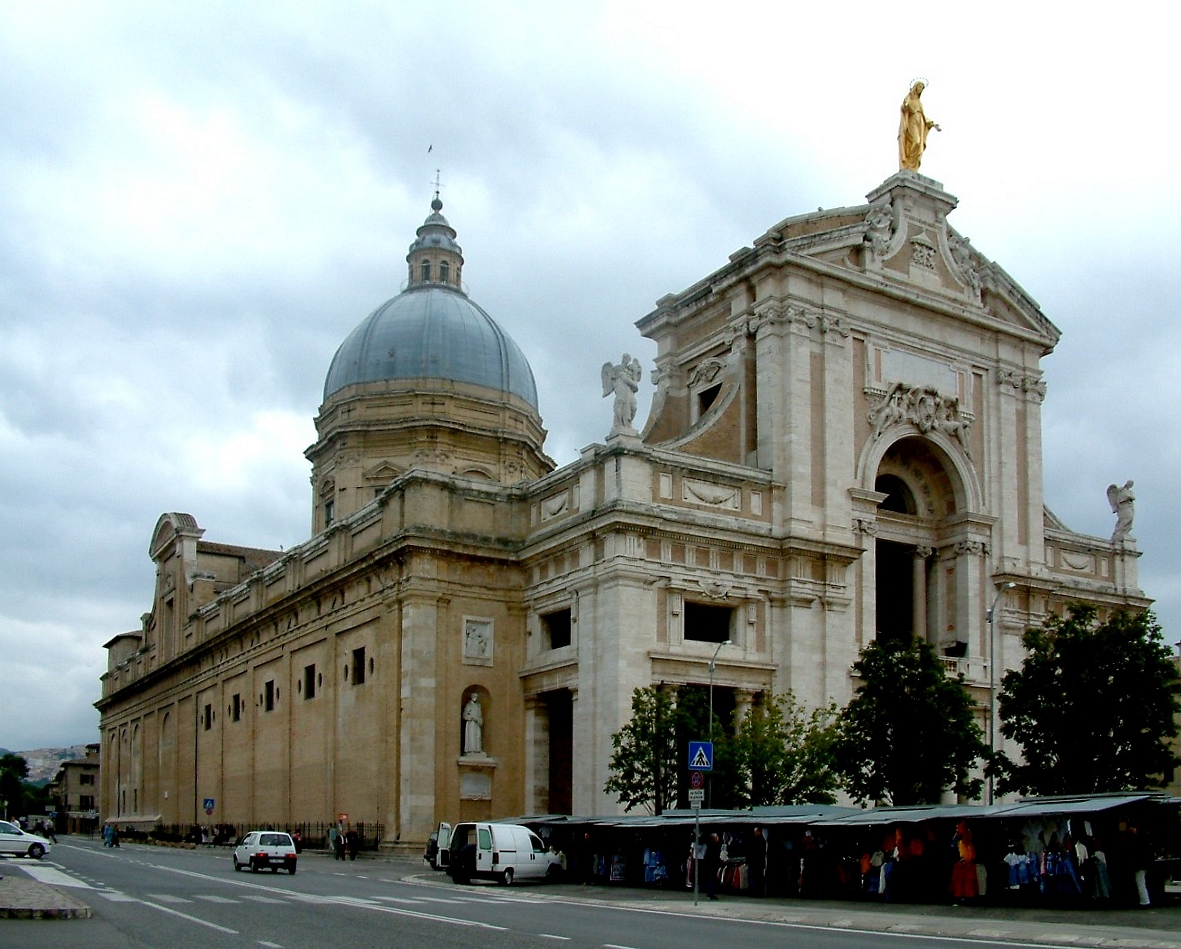
Kirche Santa Maria degli Angeli

In der Neuen Zürcher Zeitung schildert Werefkin mit bis ins Detail gehender historischer Kenntnis San Damiano als krassen Kontrast zu der Stadt des Hl. Franziskus, das schon damals touristische Assisi: „Assisi war in diesem heiligen Jahr eine Karawanserei. Von Ruhe, Stille, Eingekehrtheit nicht die Rede. Pilger aus aller Herrn Länder, Geistliche aller Orden, Reisende aller Sorten, überfüllten das Städtchen.“ Selbst an dem ehemaligen Lieblingsort des Hl. Franziskus, der bis ins 20. Jahrhundert mehrfach umgebauten Kirche Santa Maria degli Angeli, die wegen ihrer ursprünglichen engen Raumverhältnisse Portiuncula (= sehr klein) genannt wird, fand Werefkin einen sehr irdischen Rummel vor: „Über der Portiuncula, der zu Zeiten des hl. Franz noch kleinen Waldkapelle, ein Riesendom, kalt, nichtssagend! Ein Riesenhandel mit allem, was an den großen Heiligen erinnert. Und da, wo er begeistert dichtete, sang und tanzte, Steine, Staub, Menschengewühl und unbeschreibliche Häßlichkeit. Auf dem staubigen Platz zwischen Marktbuden bewegt sich eine entsetzliche Menschlichkeit. Alles was die Phantasie von Jacques Callot, Alfred Kubin und ähnlichen sich als Prototyp des Schrecklichen vorstellte, ist hier Mensch geworden und wandelt und handelt wie ein jeder.“
Wenn man die Persönlichkeit Werefkin und ihre Vita, genauer kennt, wenn man weiß, was sie meinte, wenn sie einmal sagte, „Ascona hat mich gelehrt, nichts Menschliches zu verachten“, dann verliert das Bild Klostergarten schnell den Charakter einer Ikone und vermeintlicher Frömmigkeit, sondern bezeugt eine Aufrichtigkeit in der darstellenden Kunst ganz im Sinne von Henri Rousseau, die z. B. von Wassily Kandinsky und Franz Marc so sehr bewundert- und von Werefkin sehr bewusst weiterentwickelt wurde.

## Datierung
Da Werefkin zusammen mit Ernst Alfred Aye am Ende des Jahres 1925 Ascona wieder erreicht hatte und ihre sogen. „Briefe“ schon „1925 fortlaufend in der Neuen Zürcher Zeitung veröffentlicht wurden“, wird die Datierung „um 1926“ als recht realistisch betrachtet.